# M83 (gruppo musicale)
Gli M83 sono un gruppo musicale dream pop/shoegaze francese, fondato da Nicolas Fromageau e Anthony Gonzalez ad Antibes, in Francia, nel 1999.

## Nome
Il nome del gruppo è ispirato alla Galassia Girandola del Sud, scoperta nel 1752 da Nicolas Louis de Lacaille e indicata nel Catalogo di Messier con la sigla M83.
Nel 2004, dopo un lungo tour tenuto in occasione del secondo album, Fromageau abbandona la band, lasciando Gonzalez come unico membro. In studio e tour gli si affiancano il fratello Yann Gonzalez, la cantante e tastierista Morgan Kibby e il batterista Loïc Maurin. Nel 2011 Gonzalez posta sul sito web del gruppo un invito aperto a un'audizione per un polistrumentista, vinta dall'allora diciannovenne Jordan Lawlor.

## Storia del gruppo

### Esordi e prime produzioni (1999 - 2003)
Il gruppo è stato fondato nel 1999 da due ragazzi francesi, Nicolas Fromageau e Anthony Gonzalez, che frequentavano il liceo insieme ad Antibes.
In quel periodo lo shoegaze venne ripreso proprio da gruppi come M83, Ulrich Schnauss e Asobi Seksu.
Nell'autunno del 2000 il gruppo registra l'album di debutto, che esce in Francia sotto l'etichetta parigina Gooom Disques, fondata da Jean-Philippe Talaga, il 18 aprile 2001. Il disco si intitola semplicemente M83. L'album, dal titolo astronomico, risente in effetti delle influenze del krautrock dei Tangerine Dream ma già si avvicina ai toni che faranno degli M83 rappresentanti del cosiddetto "neo-shoegaze", in cui giocano un ruolo fondamentale distorsioni e riverberi, applicati però alle tastiere anziché alle chitarre. 
Caratteristica che invece rimarrà pressoché inalterata nel percorso storico del gruppo (quantomeno fino a Saturdays = Youth, 2008) è la rinuncia alla centralità della parte vocale, consistente al massimo in campionamenti di dialoghi o brevi ritornelli. L'anno successivo il disco esce nel resto d'Europa e viene accompagnato da un fortunato tour. Inoltre nel 2005 l'album verrà riedito dalla Mute Records per il mercato nordamericano.
Forti di un contratto con la Mute Records, i due francesi si concentrano sul secondo album, che esce nell'aprile 2003 in Europa e l'anno dopo sul mercato nordamericano. Dead Cities, Red Seas & Lost Ghosts mantiene le attese e viene anzi considerato il migliore di quelli prodotti sin qui dal gruppo, ottenendo anche successo di pubblico. Vi risultano più evidenti le influenze di Brian Eno e My Bloody Valentine.

### L'abbandono di Fromageu e il terzo album (2004 - 2005)
Da fenomeno di nicchia, gli M83 conoscono un ampio successo di pubblico, con interviste e coperture da parte della stampa. Al termine della lunga tournée mondiale che pubblicizza quest'ultimo album, Nicolas Fromageau lascia però il gruppo per formare i Team Ghost.
Gonzalez decide così di realizzare il terzo album, completamente strumentale, praticamente da solo, in una sorta di one man band. Si avvale dell'aiuto di pochi altri musicisti, tra i quali il fratello Yann. Before the Dawn Heals Us esce nel gennaio 2005 sul mercato europeo e nordamericano, riscuotendo un buon successo di critica e pubblico. Il concetto di narrazione metacinematografica che ispira Gonzalez risulta anche qui evidente, ma l'album, in cui spiccano toni psichedelici, appare in qualche misura ripetitivo ed un mezzo passo indietro.

### Produzioni di Anthony Gonzalez (2007-2015)
Nel settembre 2007 Gonzalez decide di pubblicare Digital Shades Vol. 1, che raccoglie 10 tracce dalla matrice new Age e ambient, quasi a sottolineare una sorta di rassegnazione musicale. Il disco infatti viene bocciato dalla critica.
Nel 2008 esce Saturdays = Youth, registrato da Ken Thomas, Ewan Pearson e Morgan Kibby. Questo disco sembra essere ispirato alla musica degli anni ottanta. Quattro tracce vengono diffuse come singoli: Couleurs, Graveyard Girl, Kim & Jessie e We Own the Sky.
Nel dicembre 2008 M83 fa da band di supporto alle tappe britanniche dei Kings of Leon, mentre tra gennaio e febbraio del 2009 accompagna i The Killers negli Stati Uniti e i Depeche Mode in Italia, Germania e Francia.
Nella primavera 2010 M83 scrive la colonna sonora del film di Gilles Marchand Black Heaven. Il 5 luglio dello stesso anno questa colonna sonora viene pubblicata come album con l'aggiunta di nuovi pezzi, ossia Black Hole e Marion's Theme.
Nel 2011 Gonzalez inizia a lavorare sul nuovo disco insieme, tra gli altri, a Justin Meldal-Johnsen (bassista dei Nine Inch Nails) e Zola Jesus.
Nell'ottobre di quell'anno viene così pubblicato il doppio album Hurry Up, We're Dreaming. 
Il 19 luglio 2011 era stato pubblicato il singolo Midnight City in free download sul sito ufficiale della band, poi pubblicato ufficialmente il 16 agosto dello stesso anno. L'album raggiunge la posizione numero 3 nella Pitchfork's Top 50 del 2011.
Nel 2013 vengono chiamati dalla Universal Pictures per comporre la colonna sonora del film Oblivion, diretto da Joseph Kosinski.
Nel 2015 la loro canzone My Tears Are Becoming a Sea, dall'album Hurry Up, We're Dreaming viene utilizzata nel trailer di Hunger Games: Il canto della rivolta - Parte 2. Sempre nello stesso anno vengono chiamati a comporre la colonna sonora di Suburra di Stefano Sollima.
Nel 2015 collaborano con Jean-Michel Jarre per la realizzazione del brano Glory contenuto nell'album Electronica 1: The Time Machine.

## Discografia

### Album in studio
- 2001 – M83
- 2003 – Dead Cities, Red Seas & Lost Ghosts
- 2005 – Before the Dawn Heals Us
- 2007 – Digital Shades Vol. 1
- 2008 – Saturdays = Youth
- 2011 – Hurry Up, We're Dreaming
- 2016 – Junk
- 2019 – DSVII
- 2023 – Fantasy

### Colonne sonore
- 2011 – The Gambler
- 2013 – Oblivion
- 2013 – Les rencontres d'après minuit
- 2014 – Divergent
- 2014 – The Fault in Our Stars
- 2015 – The Divergent Series: Insurgent
- 2015 – Suburra
- 2015 – Versailles
- 2019 – Un couteau dans le cœur
- 2020 – Ragnarok

### Singoli
- 2004 – 0078h
- 2004 – Run Into Flowers
- 2004 – America
- 2004 – A Guitar and a Heart
- 2005 – Don't Save Us from the Flames
- 2005 – Teen Angst
- 2007 – We Own the Sky
- 2008 – Couleurs
- 2011 – Midnight City
- 2011 – Steve Mcqueen
- 2012 – Wait
- 2013 – Oblivion (feat. Susanne Sundfør; nella colonna sonora di Oblivion)
- 2013 – Ali & Matthias
- 2014 – I Need You (nella colonna sonora di Divergent)
- 2015 – Holes in the Sky (feat. HAIM; nella colonna sonora di The Divergent Series: Insurgent)
- 2016 – Do It, Try It
- 2019 – Temple of Sorrow
- 2019 – Lune de Fiel
- 2019 – Feelings
- 2023 – Oceans Niagara
- 2024 - Fantasy
- 2024 - Earth To See